# Solto Collina
Solto Collina (lombardul: Sólt) település Olaszországban, Lombardia régióban, Bergamo megyében. Lakosainak száma 1804 fő (2023. január 1.). Solto Collina Pianico, Sovere, Castro, Endine Gaiano, Fonteno, Pisogne és Riva di Solto községekkel határos.

## Népesség
A település lakossága az elmúlt években az alábbi módon változott:
| Lakosok száma | 1795 | 1799 | 1804 |
|               | 2017 | 2018 | 2023 |